# أوتو مايا
أوتو مايا (بالفنلندية: Otto Maja)‏ هو رسام فنلندي، ولد في 14 سبتمبر 1987 في هلسنكي في فنلندا.